# Nikolaï Gorelov
Pour les articles homonymes, voir Gorelov.
Nikolaï Fiodorovitch Gorelov, ( Николай Федорович Горелов), né le 23 février 1948 à Ojoguino, Kalouga, en Russie soviétique, est un coureur cycliste soviétique dont la carrière se situe dans les années 1970. Après l'éclatement de l'URSS, il poursuit une seconde carrière commencée avec les coureurs de l'équipe de l'URSS, celle de directeur sportif.

## Biographie

### Coureur
L'athlète Nikolaï Gorelov n'avait pas la carrure de la plupart des cyclistes soviétiques, taillés en puissants rouleurs. 1,70 m pour 70 kg, renseigne sa fiche olympique, établie en 1976 pour les Jeux de Montréal. Son palmarès n'est d'ailleurs pas des plus épais en victoires indiduelles. Comme pratiquement tous les coureurs soviétiques de sa génération, active entre 1968 et 1978, s'il accompagne la montée en puissance internationale du cyclisme soviétique, en participant à de nombreuses compétitions hors des frontières de l'URSS, il lui manque une confrontation et un étalonnage sur le terrain de la deuxième grande compétition réservée aux "amateurs" de l'Est comme de l'Ouest, le Tour de l'Avenir.
C'est donc sur les routes de la Course de la Paix, principalement, que Nikolaï Gorelov s'est exprimé. La meilleure place qu'il y prend est la en 1974. Il termine lors de cette édition derrière le coureur polonais Stanisław Szozda.
Gorelov remporte en 1973, le Circuit de la Sarthe, pas encore "open", mais il triomphe d'un concurrent de valeur, le polonais Ryszard Szurkowski, deuxième à 22 secondes. Nikolaï Gorelov se montre équipier de premier ordre, contribuant à des victoires individuelles et collectives de l'équipe d'URSS. Son palmarès international culmine en 1976, année où il se classe notamment cinquième dans la course en ligne sur route aux Jeux olympiques d'été de Montréal.

### Entraineur et directeur sportif
Sa carrière achevée, il s'oriente vers le métier d'entraîneur et au cours des années 1980, il est l'un des entraîneurs des équipes cyclistes que la Fédération cycliste de l'URSS exporte chaque printemps pour faire emplette de gloires sportives, mais aussi de devises et de matériels nécessaire à son fonctionnement. 
L'État soviétique dans ses dix dernières années, embarqué dans la conquête spatiale, engluée dans le conflit afghan, soumis aux exigences d'un marché intérieur que les citoyens veulent voir progresser, n'est plus le dispensateur de la manne sportive dont en retour il est remboursé en médailles olympiques ou aux championnats internationaux. Ce cadre sportif au sein duquel les entraîneurs cyclistes soviétiques se meuvent les préparent intellectuellement aux changements de l'après 1991. Nikolai Gorelov, comme Alexandre Gussiatnikov, comme Viktor Kapitonov même, prennent place dans le dispositif des équipes professionnelles. Gorelov est celui d'entre eux qui atteint le haut niveau en ce domaine. En 1996 et 1997, il est dans le "staff" sportif d'une équipe professionnelle "russo-italienne", l'équipe Roslotto-ZG Mobili, aux côtés des anciens champions Moreno Argentin et Massimo Ghirotto.

## Palmarès

### Palmarès année par année
- 1971
  - 3e et 5e (contre-la-montre par équipes) étapes du Tour de Yougoslavie
  - 2e du Tour de Yougoslavie[5]
- 1972
  - 11e étape du Tour d'Algérie
- 1973
  - Circuit de la Sarthe :
    - Classement général
    - 1re (contre-la-montre par équipes), 2e et 4e (contre-la-montre) étapes

  - Prologue du Tour de Suède
  - Prologue (contre-la-montre par équipes) et 1re étape du Grand Prix Guillaume Tell[6]
  - 2e du Tour de Suède amateurs
  - 3e du Grand Prix Guillaume Tell
- 1974
  - Grand Prix d'Annaba
  - 2e de la Course de la Paix[7]
- 1975
  -  Médaille d'or de la course des 100 km contre-la-montre par équipes aux 6e Spartakiades des Peuples de l'URSS avec l'équipe 1 de La RSFS de Russie (Alexandre Gussiatnikov, Amuz Gubaidulin et Sienkine)
  - 2e de l'épreuve cycliste sur route aux 6e Spartakiades des peuples de l'URSS
  - 4e de l'Étoile des Espoirs [8]
- 1976
  - Tour de Sotchi
  - Tour de Crimée[9]
  - Prologue du Ruban granitier breton
  - 5e étape du Circuit de Saône-et-Loire[10]
  - 3e et 11eb (contre-la-montre) étapes de la Course de la Paix
  - 2e du Circuit de Saône-et-Loire
  - 5e de la course en ligne sur route aux Jeux olympiques d'été de Montréal
- 1977
  - 4ea (contre-la-montre par équipes) et 11e étapes du Tour de Cuba

### Places d'honneur
- 1972
  - 2e du classement par points et victoire du classement par équipes avec l'équipe de l'URSS au Tour d'Algérie[11]
  - 4e de la Course de la Paix[6]
  - 14e du Grand Prix Guillaume Tell[12]
- 1973
  - 5e de la Course de la Paix
  - 6e du Tour d'Autriche[6]
  - 12e du championnat du monde sur route amateur
- 1974
  - 13e du Circuit de la Sarthe
- 1976
  - 25e de la Course de la Paix[13]
- 1977
  - 9e du Tour de Cuba

## Distinction
- 1972 : Maître émérite du Sports de l'Union soviétique